# Carl Bergmann (Dirigent)

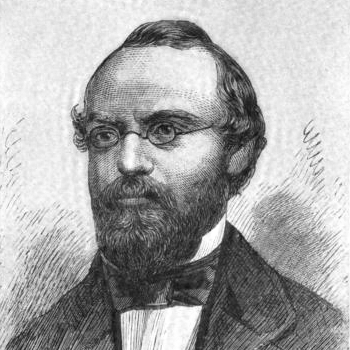
Carl Bergmann

Carl Bergmann (* 12. April 1821 in Ebersbach; † 10. August 1876 in New York City) war ein deutsch-amerikanischer Cellist und Dirigent. 

## Leben
Bergmann begann 1827 ein Studium bei Adolph Zimmermann in Zittau und studierte später bei dem Organisten und Komponisten Adolph Hesse in Breslau. 1842 ist er in Breslau bereits als Cellist wie auch als Dirigent nachweisbar. In den folgenden Jahren dirigierte Bergmann auch Orchester in Wien, Budapest, Warschau und Venedig.
Bedingt durch seine Verwicklung in die Wiener Revolution von 1848, kam Bergmann 1850 als erster Cellist des Germania Orchestra in die Vereinigten Staaten. Das Germania Orchestra war eine Reisegruppe junger deutscher Musiker, meist Flüchtlinge (Forty-Eighters). Als der Dirigent dieses Orchesters im selben Jahr zurücktrat, übernahm Bergmann dessen Posten. Das Germania Orchestra ließ sich anschließend in Boston nieder, bevor es sich 1854 auflöste. Im Laufe seiner Geschichte gab das Orchester 800 Konzerte, in Boston häufig gemeinsam mit der Handel und Haydn Society, dem größten und bedeutendsten Chor der Stadt. Höhepunkt war die Bostoner Erstaufführung von Beethovens Neunter Symphonie am 5. Februar 1853. Der Erfolg des Konzertes war so groß, dass es am 2. April wiederholt werden musste.
Danach ging Bergmann nach Chicago und wurde sofort gebeten, die Chicago Philharmonic Society zu leiten. Jedoch verließ er das Orchester, nachdem er nur zwei Konzerte gegeben hatte, weil die Chicagoer Musiker gegen ihn intrigierten.
1854 ging er nach New York City, um den Männergesangverein Arion, einen Chor von deutschstämmigen Männern zu leiten. Als Theodore Eisfeld, Dirigent der New York Philharmonie Society, kurz vor dem letzten Konzert der Saison 1854/55 krank wurde, ersetzte ihn Bergmann und leitete das am 21. April 1855 stattfindende Konzert, in dem er u. a. Richard Wagners Tannhäuser-Ouvertüre aufführte. Dieses Konzert war so erfolgreich, dass Bergmann alleiniger Leiter der Saison 1855/56 wurde. 1859 dirigierte er die amerikanische Erstaufführung von Tannhäuser am Bowery Amphitheatre, zugleich die erste Aufführung einer Wagner-Oper in Amerika. 
Er spielte auch Cello in einem renommierten Klavierquintett, zu dem Theodore Thomas an der ersten Violine und William Mason am Klavier gehörten. Neben der Philharmonie leitete er auch eine Chorgruppe, die New York Harmonic Society, die sich später in Mendelssohn Union umbenannte. Bergmann organisierte und dirigierte ein deutsches Musikfestival, das 1855 im Winter Garden Theatre stattfand, und 1856 etablierte er die deutsche Oper in Niblo’s Garden, einem Theater am Broadway. Er dirigierte sowohl eine italienische als auch eine deutsche Oper in New York.
Eisfeld kehrte 1856/57 und 1857/58 zur New York Philharmonie Society zurück, aber Bergmann kehrte in der nächsten Saison auf das Podium zurück und teilte sich 1859 bis 1865 das Podium mit Eisfeld. 1865 kehrte Eisfeld nach Europa zurück, und Bergmann leitete das Orchester bis zu seinem Tod allein.
Bergmanns Leben und seine Karriere kamen ab 1870 ins Stocken, da er unter Alkoholismus litt. Seit 1864 gab es zudem ein konkurrierendes Orchester, das Theodore Thomas dirigierte. Der Börsenkrach von 1873 verschärfte die finanziellen Probleme der Philharmonie. Im Jahr 1876 forderte der Vorstand der Philharmonie seinen Rücktritt, und seine Frau starb.
Theodore Thomas beschreibt Bergmann in seiner Autobiographie als „a talented musician and a fair cello player“ (ein begabter Musiker und braver Cellospieler) und kritisiert ihn wie folgt:
„He gave the impression that he never worked much, or cared to do so. He lacked most of the qualities of a first-rank conductor, but he had one great redeeming quality for those days which soon brought him into prominence. He possessed an artistic nature, and was in sympathy with the so-called "Zukunft Musik".“ („Er vermittelte den Eindruck, als würde er nie viel arbeiten oder sich darum bemühen, es zu tun. Ihm fehlten die meisten Eigenschaften eines Dirigenten ersten Ranges, aber er besaß für jene Tage eine große Erlösungsqualität, die ihn bald in den Vordergrund rückte. Er besaß eine künstlerische Natur und sympathisierte mit der sogenannten "Zukunftsmusik".“)
Der Journalist und Musikkritiker George P. Upton (1834–1919) schrieb: „With all his ability and his scholarship, however, Bergmann was not an industrious worker, nor was he regardful of his duties. If his associates took the initiative in such periods of neglect, it angered him. At last he gave himself up to an indolent, pleasure-loving manner of life, and this alienated many of his musical associates. Near the end of his career he became very despondent. Friends abandoned him, and he died at last in a New York hospital in 1876, almost alone and forgotten. But he was a great musician, and greatly advanced the cause of music in his earlier and happier days.“ („Trotz all seiner Fähigkeit und Gelehrsamkeit war Bergmann kein fleißiger Arbeiter und achtete nicht auf seine Pflichten. Wenn seine Kollegen in solchen Phasen der Vernachlässigung die Initiative ergriffen, ärgerte es ihn. Schließlich gab er sich einer trägen, vergnügungssüchtigen Lebensweise hin, und das entfremdete viele seiner musikalischen Mitarbeiter. Gegen Ende seiner Karriere wurde er sehr mutlos. Freunde verließen ihn, und er starb schließlich 1876 in einem New Yorker Krankenhaus, fast allein und vergessen. Aber in seinen früheren und glücklicheren Tagen war er ein großartiger Musiker und hat die Sache der Musik stark vorangetrieben.“)